# Gotico sudista
Il gotico sudista (dall'inglese Southern Gothic) è un sottogenere della letteratura gotica statunitense che si svolge negli Stati Uniti meridionali.
Nei romanzi del gotico sudista, i protagonisti sono solitamente personaggi per nulla idealizzati, e anzi talvolta inquietanti ed eccentrici, che vivono in ambienti ostili, abbandonati e degradati, si dedicano alla magia hoodoo, e che vivono situazioni grottesche e altre situazioni difficili causate dalla povertà, l'alienazione, la criminalità, o la violenza. Gli autori del genere includono Flannery O'Connor, Tennessee Williams, Truman Capote, William Faulkner e Carson McCullers.